# Tjernomorets
Tjernomorets (bulgariska: Черноморец) är ett distrikt i Bulgarien.   Det ligger i kommunen Obsjtina Sozopol och regionen Burgas, i den östra delen av landet, 400 km öster om huvudstaden Sofia.
I omgivningarna runt Tjernomorets växer i huvudsak lövfällande lövskog. Runt Tjernomorets är det ganska glesbefolkat, med 26 invånare per kvadratkilometer.